# Maison Marković à Kraljevo
La maison Marković à Kraljevo (en serbe cyrillique : Кућа Марковића у Краљеву ; en serbe latin : Kuća Markovića u Kraljevu) se trouve à Lazac, sur le territoire de la ville de Kraljevo et dans le district de Raška, en Serbie. Elle est inscrite sur la liste des monuments culturels protégés de la république de Serbie (identifiant no SK 1493),.

## Présentation
La maison, située 7 rue Karađorđeva, a été construite en 1903-1906 selon un projet de l'ingénieur belgradois Milivoje Smiljanić.

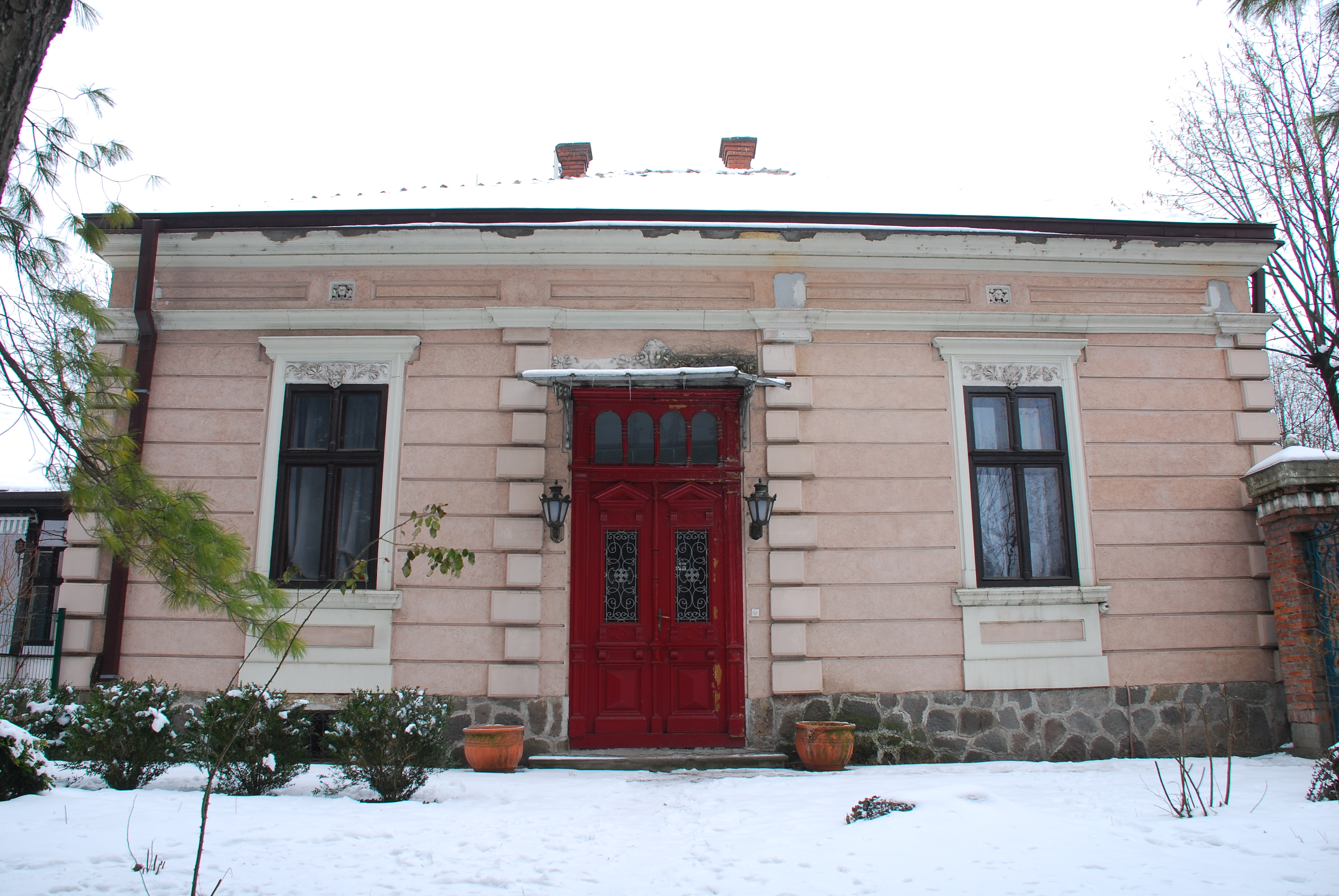
La façade sur cour.